# Lukino
Lukino (in russo Лукино́?) è un insediamento di tipo urbano della Russia europea centrale, situata nella oblast' di Nižnij Novgorod; appartiene amministrativamente al rajon Balachninskij.